# Agathis hami
Agathis hami là một loài thực vật hạt trần trong họ Araucariaceae. Loài này được Meijer Drees mô tả khoa học đầu tiên năm 1940.